# Elsa Werner

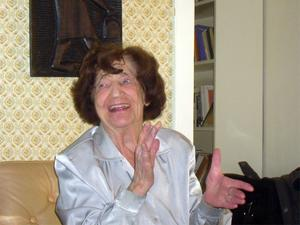
Elsa Werner, ca. 2010

Elsa Werner (* 15. Februar 1911 in Hamburg; † 30. März 2012 ebenda) war eine deutsche kommunistische jüdische Widerstandskämpferin gegen den Nationalsozialismus.

## Leben
Werner engagierte sich in der Sozialistischen Arbeiter-Jugend, danach in der KPD in Berlin und wurde 1934 verhaftet und wegen „Hochverrats“ verurteilt. Schließlich wurde sie in das Ghetto Theresienstadt deportiert.
Als die zerstörte jüdische Gemeinde in Hamburg sich nach Shoa und Kriegsende wieder institutionalisierte, wurde Elsa Werner im Jahr 1946 Mitglied der neu gegründeten Jüdischen Gemeinde Hamburg, wo sie sich mit Beratungen und Initiativen für ehemalige KZ-Häftlinge und Verfolgte in Not einsetzte. Der Vorsitzende der Jüdischen Gemeinde Hamburg, Ruben Herzberg, würdigte im Jahr 2009 ihre Verdienste mit den Worten, sie sei „als stete Streiterin zugunsten benachteiligter Gruppen ein herausragendes Beispiel für die jüdische Beteiligung am Aufbau der jungen Demokratie in Nachkriegsdeutschland“.
Elsa Werner verstarb im Alter von 101 Jahren und wurde in der Familiengrabstätte auf dem Friedhof Ohlsdorf (Planquadrat ZZ 14) beigesetzt.

## Auszeichnungen
Elsa Werner erhielt 2009 die Herbert-Weichmann-Medaille. Diese wurde am 13. September 2009 im Gemeindezentrum der Jüdischen Gemeinde Hamburg in der Talmud-Tora-Schule am Grindelhof verliehen. 2010 erhielt sie die Herbert-Wehner-Medaille der Gewerkschaft ver.di Hamburg, die an „Personen, die engagiert gegen rechtsradikale Aktivitäten, Fremdenfeindlichkeit und Gleichgültigkeit kämpfen“, verliehen wird.